# Ви-ле-Рю
Ви-ле-Рю (фр. Vy-lès-Rupt) — коммуна во Франции, находится в регионе Франш-Конте. Департамент — Верхняя Сона. Входит в состав кантона Се-сюр-Сон-э-Сент-Альбен. Округ коммуны — Везуль.
Код INSEE коммуны — 70582.

## География
Коммуна расположена приблизительно в 300 км к юго-востоку от Парижа, в 50 км севернее Безансона, в 20 км к западу от Везуля.

## Население
Население коммуны на 2010 год составляло 105 человек.
| 1962 | 1968 | 1975 | 1982 | 1990 | 1999 | 2010 |
| ---- | ---- | ---- | ---- | ---- | ---- | ---- |
| 124  | 140  | 145  | 113  | 101  | 100  | 105  |

## Экономика
В 2010 году среди 66 человек трудоспособного возраста (15—64 лет) 44 были экономически активными, 22 — неактивными (показатель активности — 66,7 %, в 1999 году было 58,2 %). Из 44 активных жителей работали 41 человек (19 мужчин и 22 женщины), безработных было 3 (0 мужчин и 3 женщины). Среди 22 неактивных 8 человек были учениками или студентами, 8 — пенсионерами, 6 были неактивными по другим причинам.

## Фотогалерея
- Алтарь церкви Св. Петра в оковах
- Источник
- Карта коммуны